# Зубаровський Віталій Михайлович
Зубаровський Віталій Михайлович (нар. 25 березня 1910 р., м. Харків — пом.12 березня 1991 р., Київ) — радянський зоолог та хімік.

## Біографія
Віталій Михайлович Зубаровський народився 25 березня 1910 року у місті Харків у сім'ї юриста.
Вищу освіту отримав за спеціальністю «Органічна хімія», закінчивши у 1936 р. хімічний факультет Харківського університету. У 1940 р. захистив кандидатську дисертацію на тему: «Конденсація ізатину з фенолами». Багато років працював на кафедрі органічної хімії Харківського (до 1941), а згодом Київського (1944—1955) університетів. Суміщував педагогічну роботу з науковою — в Інституті органічної хімії АН УРСР (1943—1983), де на посаді старшого наукового співробітника (а деякий час — завідувачем відділу) займався синтезом фізіологічно активних сполук та барвників.
В. М. Зубаровський відомий також як вчений-орнітолог. Ним була зібрана колекція пташиних яєць, що нараховувала 1380 кладок 378 видів птахів, яка у 1978 р. була передана ним до Зоологічного музею НАН України. Цьому музею було також передано колекцію тушок 92 птахів 41 виду. Як орнітолог В. М. Зубаровський найбільш відомий завдяки авторству класичної монографії «Хижі птахи» у серії «Фауна України».

## Публікації В.М.Зубаровського з хімії
Відомо 75 публікацій

## Публікації В.М.Зубаровського з орнітології
- Зубаровський В. М. Фауна України. Т. 5. Птахи. Вип. 2. Хижі птахи. - К.: Наук. думка, 1977. - 322 с. [Архівовано 20 липня 2011 у Wayback Machine.]

- Зубаровский В. М. Новые данные по биологии бекаса-отшельника // Природа. — 1954. — № 8.

- Зубаровский В. М. Из наблюдений по биологии обыкновенной кукушки // Зоологический журнал. — 1958. — Т. 37, вып. 1.